# Свободна демократическа партия
Свободната демократична партия (на немски: Freie Demokratische Partei, FDP, от 1968 до 2001 г. – F.D.P.) или СДП е основана на 11 декември 1948 г. от бивши членове на Немската демократична партия и Немската народна партия. През 1990 г. се слива с наследените от ГДР ЛДПД (Либерално-демократична германска партия (1945 – 1990)), НДПД (Национал-демократична партия на Германия – National-Demokratische Partei Deutschlands, NDPD (1948 – 1990)) и Германска форумна партия (Deutsche Forumpartei, DFP (27.01 – 11.08.1990)). Често са наричани в медиите Либералите (Die Liberalen), защото основна идеология на партията е класическият либерализъм.
СДП често участва в управлението на Германия. Либералите винаги са считали себе си за партията защитник на дребния и средния бизнес, на предприемачите, образованите и печелещите добре.

## История
Немската политическа система традиционно е доминирана от две основни формации – лявата Германска социалдемократическа партия (на немски: Sozialdemokratische Partei Deutschlands, SPD) и дясноцентристкият консервативен Християндемократически съюз (на немски: Christlich-Demokratische Union, CDU). Избирателната система обаче изисква от партиите да съберат поне 50% от гласовете на немските граждани с право на глас, за да могат да сформират правителство. Тъй като от средата на 60-те години на 20 век нито една от водещите партии не успява да спечели половината от гласовете на избирателите, значително нараства ролята на третата по влияние партия във Федералната република, а именно Свободната демократическа партия (на немски: Freie Demokratische Partei, FDP). Тази формация, привличаща едва 5 – 7 % от изборните гласове, успява да „гравитира“ ту към едната, ту към другата от водещите партии, и на практика „накланя везните“, като осигурява победа на изборите на една от двете партии.
От 1969 г. до 1982 г. СДП е в коалиция с ГСДП, но през 1982 г. напуска коалицията и се присъединява към десния блок, състоящ се от ХДС и неговата посестрима партия от Бавария Християнсоциалния съюз (на немски: Christlich-Soziale Union, CSU). Подкрепата на СДП осигурява на тандема ХДС/ХСС победа на изборите и в резултат на това либералната партия участва във формирането на всяко едно правителство в периода 1982 – 1998 г., в коалиция с десницата. По този начин, чрез промяна на коалиционния партньор, СДП формира правителството на Германия в продължение на почти тридесет години – от 1969 до 1998 г.
След появата на германската политическата сцена на партията на Зелените определящата роля на СДП значително намалява. Изборите от 1998 г. са спечелени от коалицията ГСДП/„Зелените“, начело с Герхард Шрьодер, който остава на власт до 2005 г., когато са обявени предсрочни парламентарни избори. На тези избори СДП показва отлични резултати, като печели 11% от гласовете и е фактически единствената от четирите водещи партии в страната, която отбелязва ръст в броя на гласувалите за нея. Съюзниците ѝ – ХДС/ХСС, начело с Ангела Меркел, обаче отбелязват значително по-малко гласове от очакваното, в резултат на което коалицията ХДС/ХСС/СДП не успява да получи необходимите 50% + 1 гласа, нужни за да състави правителство. След продължителни преговори с ГСДП, политическият блок ХДС/ХСС разтрогва коалицията си със СДП и формира широко коалиционно правителство заедно със социалдемократите.
От 2009 до 2013 г. (през целия 4-годишен мандат) СДП участва във второто правителство на Ангела Меркел – в коалиция с ХДС/ХСС.